# Судтхірак Ватчарабусаракум
Судтхірак Ватчарабусаракум (2 травня 2000) — таїландська плавчиня. Учасниця Чемпіонату світу з водних видів спорту 2017, де в попередніх запливах на дистанції 400 метрів вільним стилем посіла 32-ге місце і не потрапила до фіналу.